# Amt Heiligenberg

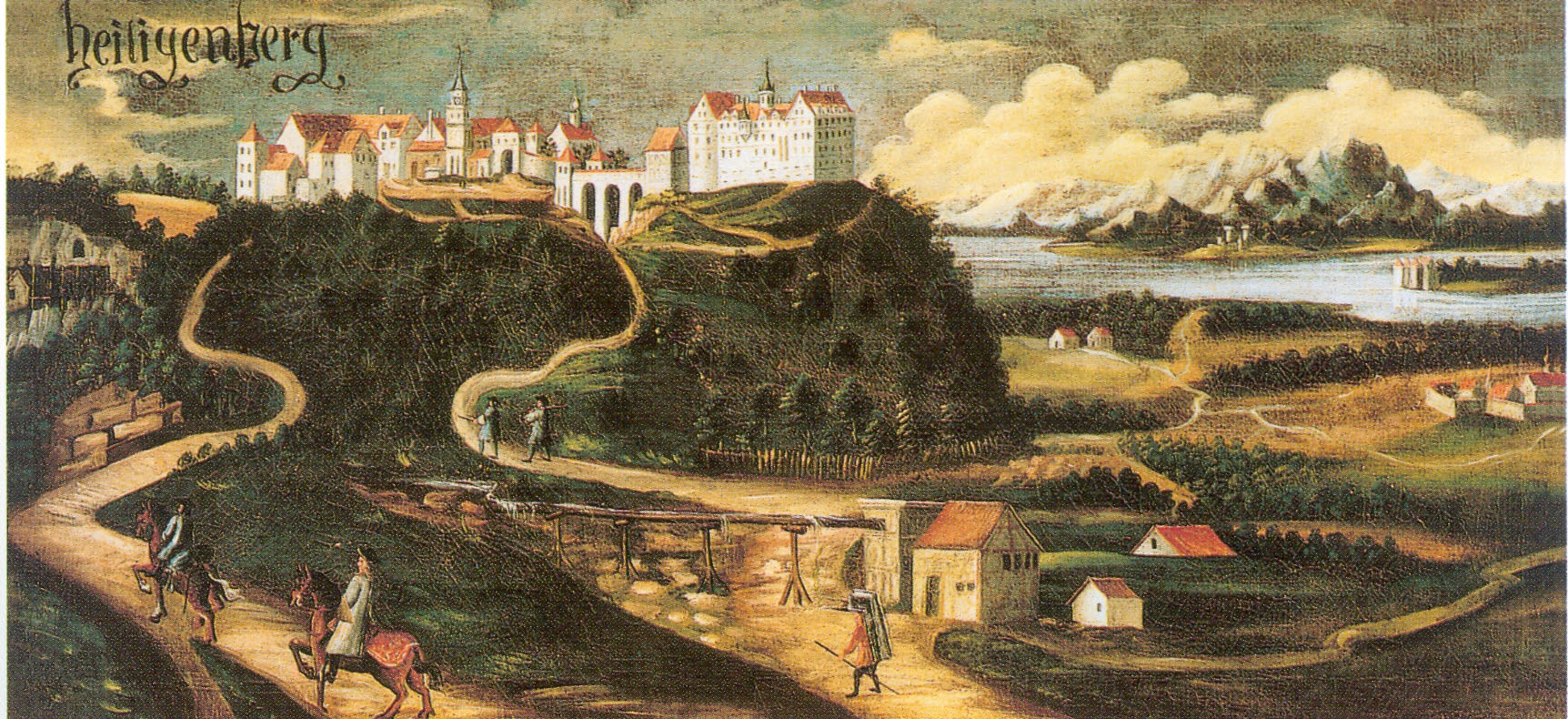
Schloss Heiligenberg um 1680, Gemälde von Martin Menrad

Das Amt Heiligenberg war in napoleonischer Zeit eine Verwaltungseinheit im Südosten des Großherzogtums Baden. Es bestand von 1807 bis 1813.

## Geschichte

### Historischer Hintergrund
Die historische Wurzel des Amtes bildete die im hohen Mittelalter im Linzgau nördlich des Bodensees entstandene Grafschaft Heiligenberg. Sie fiel später in mehreren Schritten an das Haus Fürstenberg und bildete dort das Oberamt Heiligenberg, das von einem Oberamtmann geleitet wurde.

### In badischer Zeit

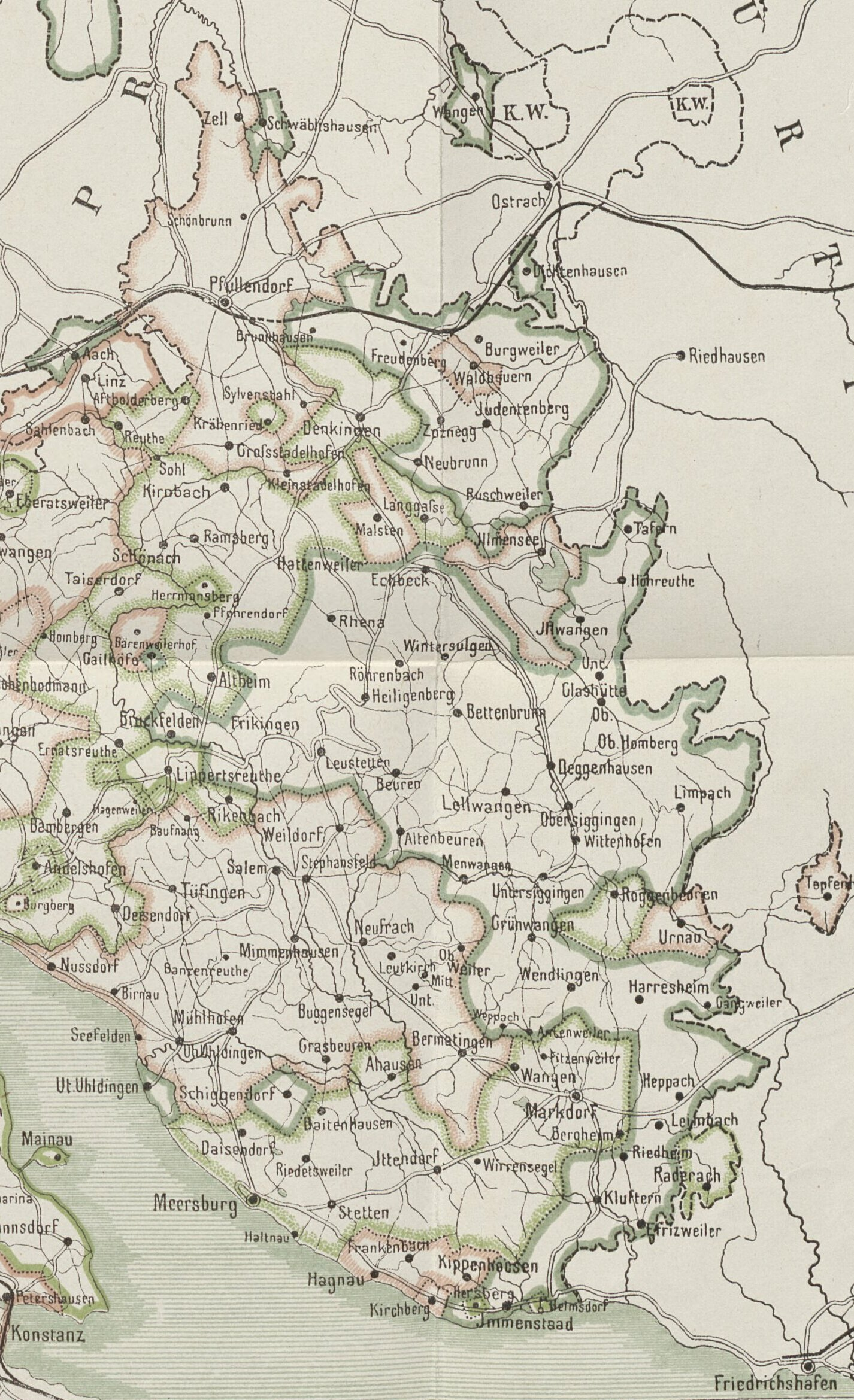
Orte des Amtes Heiligenberg 1800

Mit der Rheinbundakte von 1806 wurde das Haus Fürstenberg mediatisiert, ihr Fürstentum Fürstenberg zum größten Teil der badischen Landeshoheit unterstellt. Dessen Regierung errichtete daher im Sommer 1807 das standesherrschaftliche Amt Heiligenberg, das sich, neben dem namensgebenden Schloss, aus den Orten Aach, Brennhausen, Mettenbuch, Duchtenhausen, Burgweiler, Ochsenbach, Zoznegg, Judentenberg, Neubrunn, Ruschweiler, Rickertsreute, Echbeck, Unterweiler, Höhreute, Oberboshasel, Oberrehna, Gangenweiler, Röhrenbach, Wintersulgen, Illwangen, Glashütten, Rubacker, Betenbrunn, Frickingen, Bruckfelden, Leustetten, Beuren, Deggenhausen, Wahlweiler, Azenweiler, Wippertsweiler, Obersiggingen, Untersiggingen, Lellwangen, Altenbeuren, Sennberg, Magetsweiler, Oberlimpbach, Unterlimpach, Wattenberg, Grünwangen, Hornstein, Wendlingen, Wittenhofen, Weppach, Riedheim, Stadel, Hepbach, Homberg, Efrizweiler, Kluftern und Immenstaad zusammensetzte. Im Rahmen der Verwaltungsstruktur des Landes wurde es der Provinz des Oberrheins, auch Badische Landgrafschaft genannt, zugeordnet.
Im Dezember 1807 wurde das Amt Heiligenberg den landesherrschaftlichen Ämtern Pfullendorf (der Norden) und Meersburg (der Süden) unterstellt. In Umsetzung des Novemberedikts von 1809 wurde diese Konstellation Anfang 1810 aufgehoben, das Amt unterstand nun dem neu errichteten Seekreis.
Nachdem die Aufhebung der Patrimonialgerichtsbarkeit 1813 eine einheitliche Zuständigkeit der Ämter ermöglicht hatte, wurde das Amt Heiligenberg aufgelöst und auf die Bezirksämter Meersburg, Pfullendorf und Überlingen aufgeteilt.

## Weitere Entwicklung
Nachdem dem Haus Fürstenberg 1824 erneut die Zuständigkeit für die Rechtsprechung auf der unteren Ebene (die bis 1857 bei den Ämtern lag) zuerkannt worden war, wurde die betroffenen Orte des Amtes Heiligenberg im neu errichteten Bezirksamt Heiligenberg zusammengefasst. Ein Teil von ihnen ging 1843 zum Bezirksamt Meersburg, die übrigen 1849 zum Bezirksamt Pfullendorf.
In zwei Schritten, 1857 die Meersburger, 1936 die Pfullendorfer, kamen die Orte des ehemaligen Amtes Heiligenberg zum Bezirksamt Überlingen, aus dem 1939 der Landkreis Überlingen hervorging. Bei dessen Auflösung Anfang 1973 wurde der Süden mit dem Hauptort dem Bodenseekreis zugeteilt, der Norden wechselte zum Landkreis Sigmaringen.